# Vide cor meum

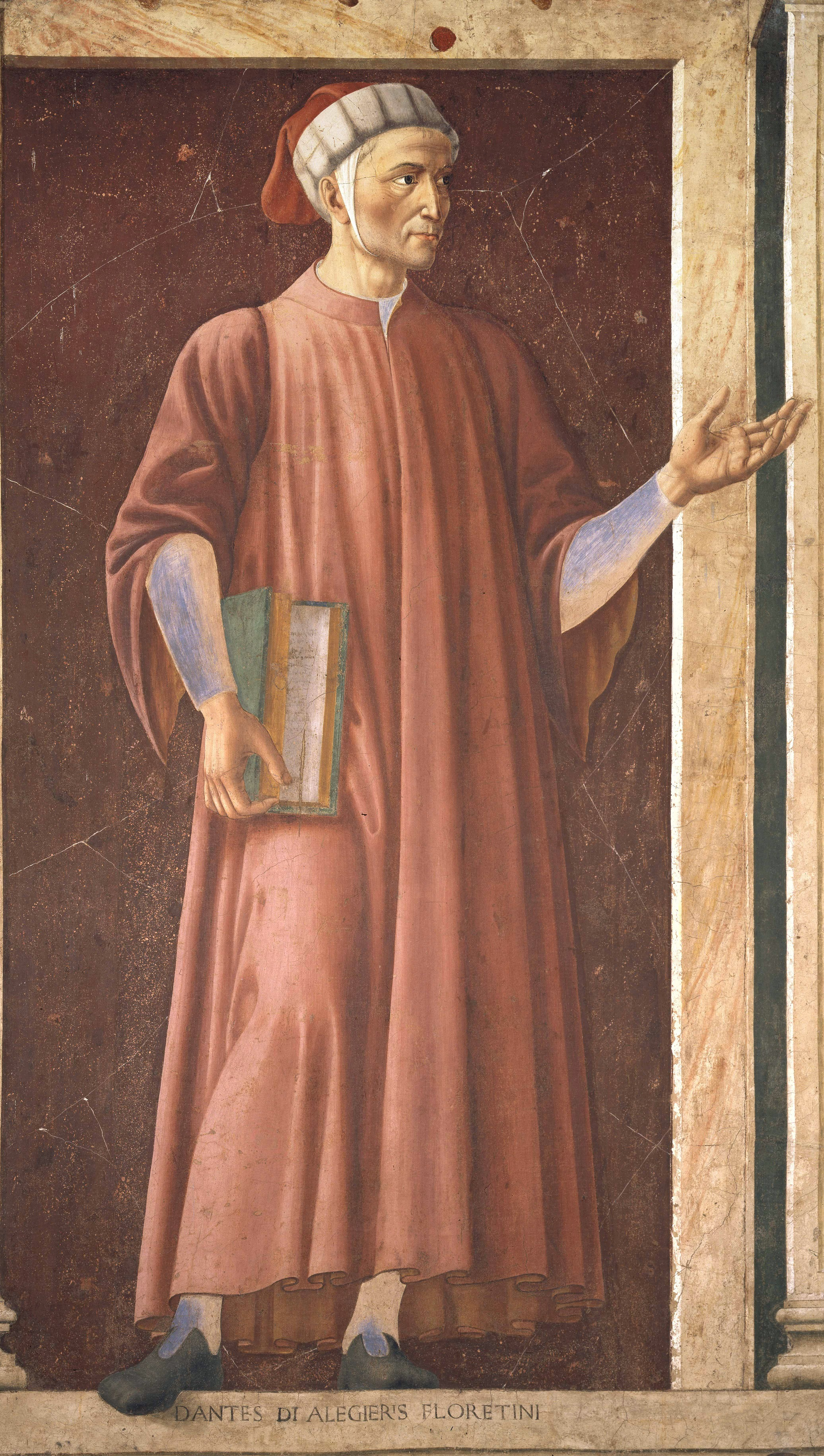
Dante Alighieri

Vide cor meum is een opera-aria, geschreven door Patrick Cassidy, voor de soundtrack van de film Hannibal. Het stuk vervult een centrale rol in de plot van het verhaal en de tekst is van Dante Alighieri's sonnet "A ciascun'alma presa"  uit La Vita Nuova.
Hoewel het gaat om een aparte aria, Patrick Cassidy heeft een volledige opera Dante voltooid, die Vide Cor Meum omvat, en zal in 2024 in première gaan. Werd het stuk geselecteerd voor de Warner Classics compilatie van de "40 most beautiful arias". Het stuk werd ook gebruikt in de film Kingdom of Heaven bij de begrafenis van Boudewijn IV van Jeruzalem, behorende tot de soundtrack van Harry Gregson-Williams.

## Tekst

### Italiaans/Latijn
Chorus: E pensando di lei

Mi sopragiunse uno soave sonno

Ego dominus tuus

Vide cor tuum

E d'esto core ardendo

Cor tuum

(Chorus: Lei paventosa)

Umilmente pascea.

Appreso gir lo ne vedea piangendo.

La letizia si convertia

In amarissimo pianto

Io sono in pace

Cor meum

Io sono in pace

Vide cor meum 

### Nederlands
(Koor:)En toen ik aan haar dacht

Viel ik in een zoete slaap

Ik ben jouw meester

Zie je hart

En van dit vurige hart,

Jouw hart,

(Koor:) bevend,

gehoorzaam.

Wenend zag ik hem dan van jou vertrekken.

Vreugde is omgekeerd

in de bitterste tranen

Ik ben in vrede

Mijn hart

Ik ben in vrede

Zie mijn hart